# Insatspolisen

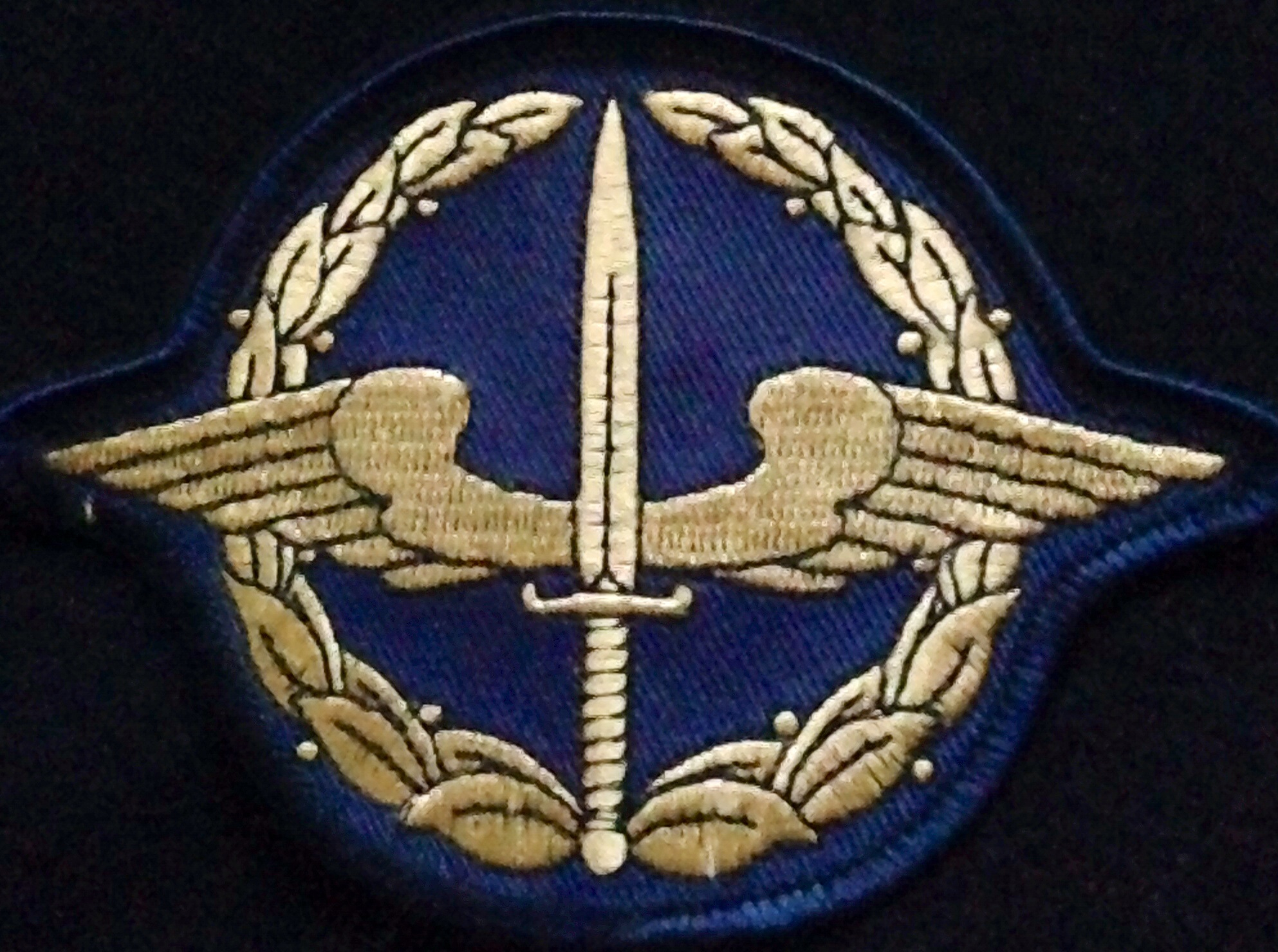
Ausbildungsabzeichen der Insatspolisen

Insatspolisen (deutsch: Sondereinsatzkommando) sind Polizei-Spezialeinsatzkommandos auf nationaler und regionaler Ebene in verschiedenen Teilen Schwedens. Sie bestehen seit 2015 und sind die Nachfolgeorganisation der „Piketen“, wie die heute als Förstärkt regional förmåga in Stockholm tätige Teileinheit der Polizeitruppe zwischen 1979 und 2015 genannt wurde. Bereitschaftspolizeikommandos bestehen in Schweden bereits seit dem Ende des 19. Jahrhunderts.

## Aufgaben
Insatspolisen ist Teil der Interventionstruppe der Polizei und hat die Aufgabe, in besonders gefährlichen und komplizierten Situationen einzugreifen, die im normalen Polizeieinsatz nicht zu bewältigen sind. Sie wird bei Sonderlagen und Einsätzen mit mittlerem oder hohem Gefährlichkeitsgrad von den örtlichen Polizeikräften angefordert. Darunter fallen unter anderem Maßnahmen gegen gefährliche Personen, Beweissicherung mit hoher Komplexität, schwere organisierte Kriminalität, Entführung, Geiselnahmen, schwerer Raub, Verhandlung in Krisensituationen sowie Terroranschläge.
In Stockholm schützt die Gruppe seit 1996 sämtliche Botschaften.

## Organisation
In Schweden gibt es auf nationaler und regionaler Ebene etwa 400 Einsatzkräfte, die sich auf Folgendes verteilen:
- Nationell förmåga (Nationale Einsatzgruppe)
- Förstärkt regional förmåga (Verstärkte Regionale Einsatzgruppe in Stockholm (früher Piketen) sowie in den Regionen West und Süd)
- Regional förmåga (Regionale Einsatzgruppe in den Regionen Nord, Mitte, Ost und Bergslagen).

Für die Nationell förmåga werden Mitarbeiter der schwedischen Streitkräfte, der Küstenwache und des Zolls angeworben, die eine 40-wöchige Grundausbildung durchlaufen. Die Mitglieder der regionalen Gruppen stammen meist aus dem Bereich der örtlichen Polizei und benötigen eine 20- oder 10-wöchige Ausbildung.
Insatspolisen kooperiert mit den Kräften des Nationella insatsstyrkan (NI), den nationalen Spezialkräften mit Sitz in Stockholm.

## Ausstattung
Insatspolisen ist im Vergleich zu den regionalen Polizeikräften im Außendienst stärker in taktischen Grundsätzen und Methoden geschult. Um ihre Aufgaben lösen zu können, verfügt Insatspolisen über mehr Ausrüstung und Hilfsmittel, die bei anderen Einsätzen nicht notwendig sind.
Neben einer Reihe von Transportmitteln (Fahrzeuge, Boote und Helikopter) steht Insatspolisen eine Reihe von Waffen zur Verfügung. Die Hauptwaffen sind die Heckler & Koch MP5, HK G36C und die Pistole SIG Sauer P226.